# Parque Nacional Natural Serranía de los Churumbelos Auka-Wasi
Parque Nacional Natural Serranía de los Churumbelos Auka-Wasi är en nationalpark i Colombia.   Den ligger i departementet Cauca, i den sydvästra delen av landet, 500 km sydväst om huvudstaden Bogotá. Parque Nacional Natural Serranía de los Churumbelos Auka-Wasi ligger 1 875 meter över havet.
Årsmedeltemperaturen i trakten är 19 °C. Den varmaste månaden är februari, då medeltemperaturen är 22 °C, och den kallaste är juni, med 15 °C. Genomsnittlig årsnederbörd är 3 983 millimeter. Den regnigaste månaden är maj, med i genomsnitt 501 mm nederbörd, och den torraste är januari, med 220 mm nederbörd.